# 立飛企業
立飛企業（日语：立飛企業株式会社）是日本一家不動產租賃業公司，總公司位於東京都立川市。立飛企業的前身是立川飛行機（立川飛行機株式会社），自成立至第二次世界大戰時期是一家飛機製造商，為大日本帝國陸軍生產陸軍用航空器。
新立川航空機是立飛企業的關係企業，兩家公司互相持有對方的股權。

## 沿革
戰前
- 1924年（大正14年）：以石川島造船所為中心出資設立石川島飛機製作所，為本公司前身。生產初等練習機「紅蜻蜓」。
- 1930年（昭和5年）：工廠遷移到立川。
- 1936年（昭和11年）：在舊日本陸軍的影響下改名為立川飛行機株式會社。
- 1940年（昭和15年）：洛克希德授權生產14L運輸機，習得其技術。為了朝日新聞社的東京至紐約無著陸親善飛行，開始進行長距離實驗機A-26（ki-77）之開發。並於1942年（昭和17年）開發完成。

戰後
- 1945年（昭和20年）：盟軍接收立川製造所。
- 1949年（昭和24年）：第二分公司（目前的新立川飛機公司）設立
- 1952年（昭和27年）：航空部門從新開始製造飛機。但技術過時的關係，R-52練習機與R-53練習機都無法量產。從法國找來設計師的R-MH-310練習機，也因為操作過於困難也無法量產。
- 1955年（昭和30年）：改名為立飛企業
- 1976年（昭和51年）：美軍將立川製造所歸還。之後以不動產租貸作為主要業務。子公司的新立川飛機公司除了以不動產租貸為主力外，也進行暖氣機、洗碗機、飛機零件、機械式立體停車場等的製造、販賣。

### 汽車產業的幼苗
第二次世界大戰後，因為盟軍接收立川製造所的關係而失業的外山保實驗工廠長與設計ki-74的田中次郎工程師為中心等200名員工自行創設「東京電力汽車」（王子汽車的前身）製作出日產Skyline、日產Gloria等著名車款。
而ki-94的長谷川龍雄工程師則進入豐田汽車公司，對豐田皇冠等日本代表性的汽車開發有重要貢獻。

## 立川飛機公司產品

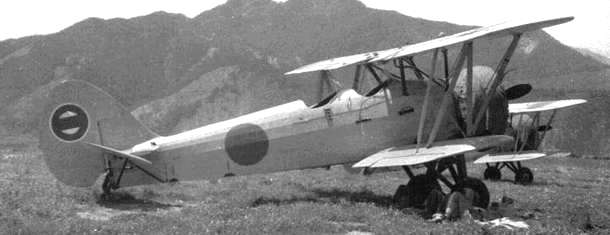
Ki-9

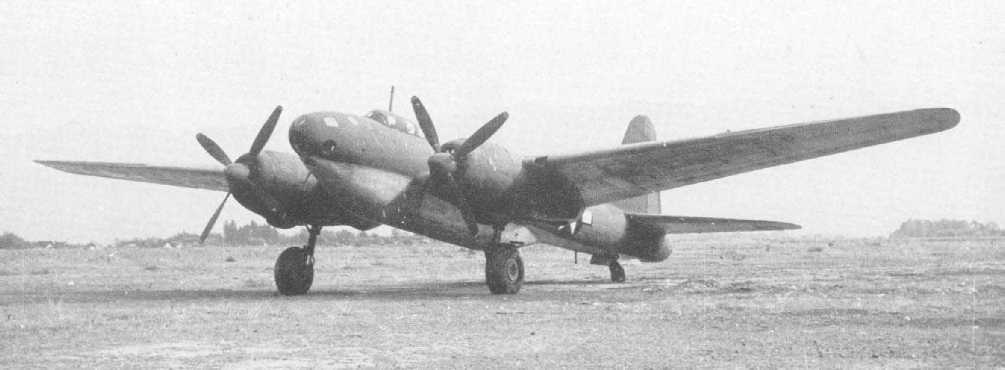
Ki-74偵察機

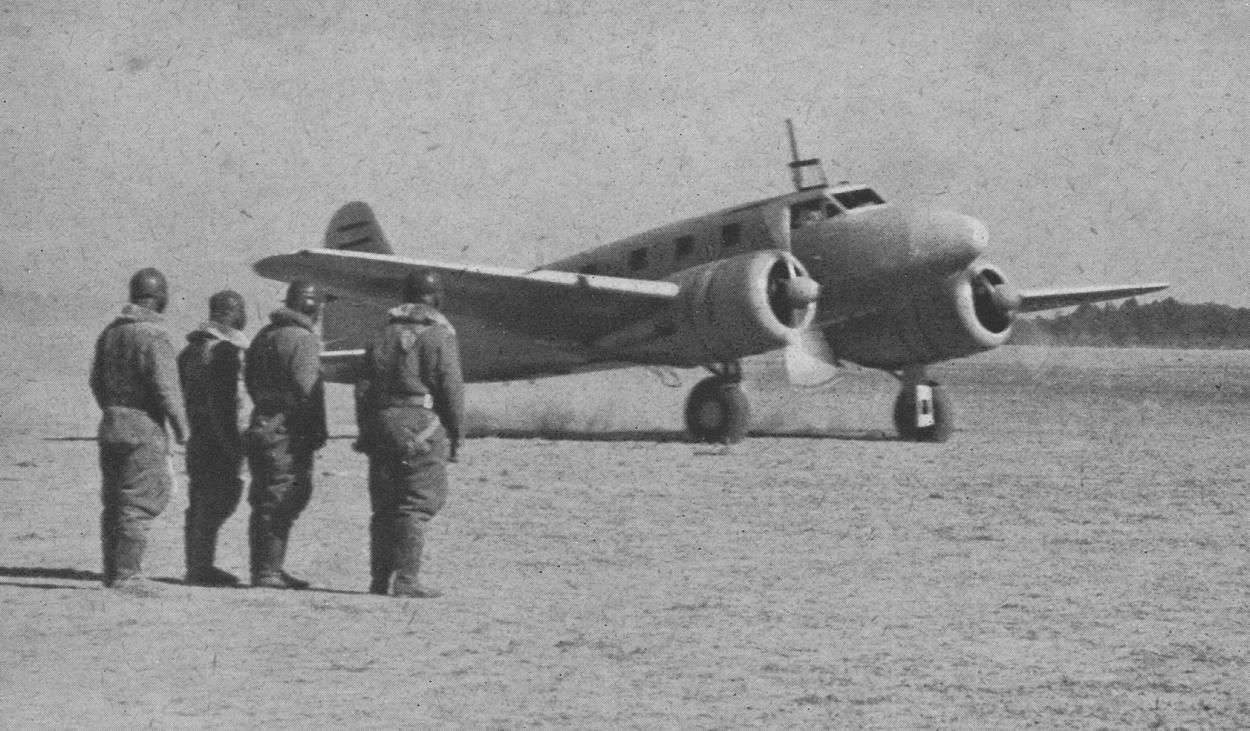
Ki-54

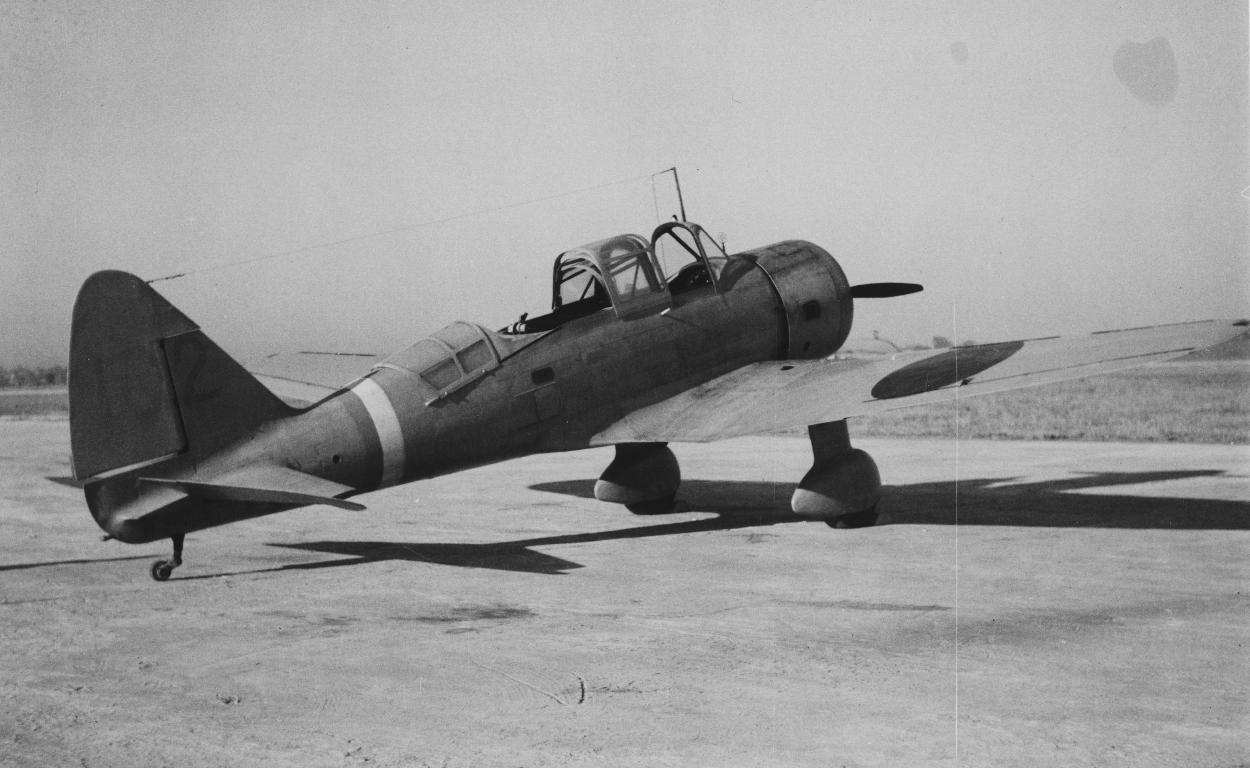
Ki-36教練機

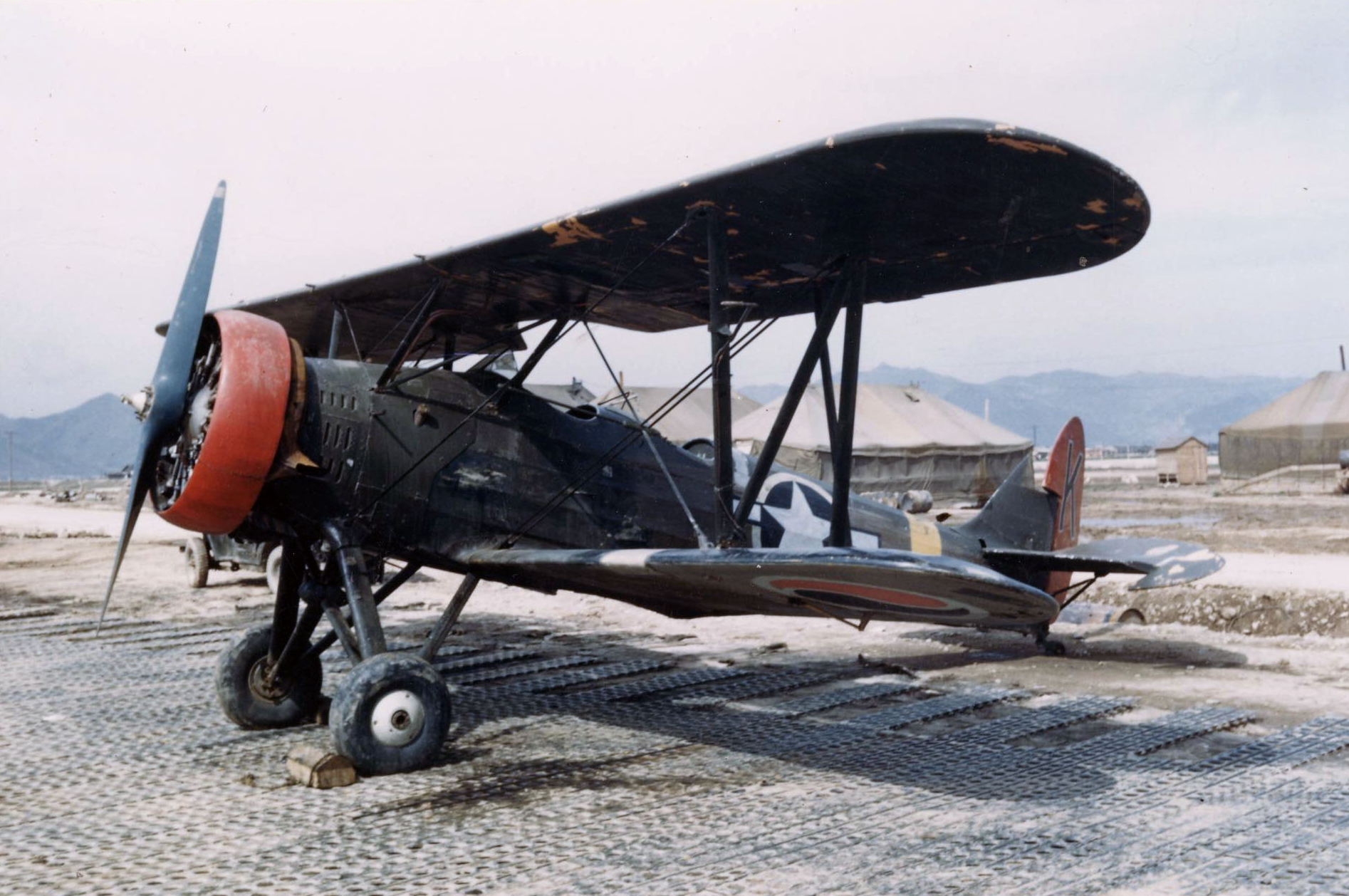
Ki-9

身為陸軍軍機專用製造廠的關係，擅長開發製作陸軍的教練機、偵察機等，1928年陸軍航空技術研究所也移往立川。擁有遠距離運輸機的技術。中島飛機公司的「隼」、「疾風」、「吞龍」等其他公司的飛機也有生產，其中「隼」有約半數是在立川製造的。

### 陸軍
戰鬥機
- ki-94高高度防空戰鬥機

練習機
- 初等練習機「紅蜻蜓」
- 九五式一型練習機
- 九九式高等練習機
- 一式雙發高等練習機
- 二式高等練習機

運輸機
- ロ式運輸機

偵查機
- 九八式直接協同偵察機
- Ki-70試作司令部偵察機
- ki-74偵察機

其他
- 長距離實驗機A-26（ki-7）

### 民用
練習機
- R-52練習機
- R-53練習機
- R-MH-310練習機

## 外部連結
- 立飛企業 （页面存档备份，存于）（日語）